# Dick Schoof
Hendrikus Wilhelmus Maria Schoof, dit Dick Schoof (en néerlandais : [dɪk sxoːf] ), né le 8 mars 1957 à Santpoort-Zuid, est un haut fonctionnaire et homme d'État néerlandais. Il est Premier ministre des Pays-Bas depuis le 2 juillet 2024.
Son parcours de fonctionnaire le conduit au poste de directeur général du Service de l'immigration au début des années 2000, puis de directeur général de la Police au début des années 2010. Il est ensuite coordinateur national anti-terroriste de 2013 à 2018, puis directeur général du Renseignement jusqu'en 2020. Cette année-là, il devient secrétaire général du ministère de la Justice et de la Sécurité.
En 2024, il est désigné Premier ministre sur proposition d'une coalition de quatre partis formant le nouveau gouvernement issu des législatives de 2023. Le 3 juin 2025, il présente la démission de son gouvernement, après que le Parti pour la liberté a décidé de se retirer de la coalition.

## Biographie

### Formation et début de carrière dans la fonction publique
Hendrikus Wilhelmus Maria Schoof naît le 8 mars 1957 dans le village néerlandais de Santpoort-Zuid. Il étudie l'urbanisme et l'aménagement du territoire à l'université Radboud de Nimègue de 1975 à 1982, et travaille à l'Association des municipalités néerlandaises. En 1988, il devient fonctionnaire au ministère de l'Éducation, de la Culture et de la Science et en 1996, il est nommé secrétaire général adjoint au ministère de la Justice.
Divorcé de Yolanda Senf, il a deux enfants.

### Carrière dans la sécurité intérieure et les services de renseignement
Dick Schoof est nommé à la tête de plusieurs services liés à la justice et à la sécurité : il est directeur général du Service de l'immigration et de la naturalisation (1999-2003),, directeur général de projet pour le développement de la nouvelle législation sur l'immigration, directeur général de la police (2010-2013),, coordinateur national pour la sécurité et la lutte contre le terrorisme et directeur général du Service général de renseignement et de sécurité,.
Pendant son mandat au Service de l'immigration et de la naturalisation, Dick Schoof joue un rôle important dans la réforme de la législation sur l'immigration. En tant que directeur général de la police, il est responsable de la restructuration de la police, passant d'un certain nombre d'organisations régionales à une police nationale unique. En tant que chef de l'unité de lutte contre le terrorisme, il est critiqué pour avoir tenté d'influencer les enquêtes sur le crash du vol Malaysia Airlines 17.
En décembre 2019, il devient le nouveau secrétaire général au ministère de la Justice et de la Sécurité, le poste le plus élevé non politique de l'institution. Il remplace Siebe Riedstra, qui n'a pas réussi à endiguer le flot de scandales au ministère.

### Premier ministre des Pays-Bas
En mai 2024, à la suite des élections législatives de novembre 2023, Dick Schoof, ancien membre du Parti travailliste qu'il a quitté en 2021, est présenté par les partis de la coalition néerlandaise, composée du PVV, du VVD, du NSC et du BBB, comme le futur Premier ministre d'un gouvernement de coalition. Sa nomination est confirmée le 28 mai. Il prête serment devant le roi Willem-Alexander et entre en fonction avec son gouvernement le 2 juillet suivant, succédant à Mark Rutte. Il assume ainsi le contenu de l'accord de coalition intitulé  « Espoir, courage et fierté », qui prévoit entre autres une refonte de la politique migratoire et « à examiner l’idée de déplacer l’ambassade des Pays-Bas en Israël de Tel-Aviv à Jérusalem ».
Critiqué par des ONG pour son soutien inconditionnel à l’État israélien, répond qu'aucune « ligne rouge » à l’égard d’Israël n’existait et que sa coalition continuerait à soutenir ce pays quelle que soit la situation humanitaire à Gaza.
Le 3 juin 2025, Schoof annonce sa démission, quelques heures après que Geert Wilders a décidé du retrait du PVV de la coalition gouvernementale.

## Sources
- (en) Cet article est partiellement ou en totalité issu de l’article de Wikipédia en anglais intitulé « Dick Schoof » (voir la liste des auteurs).